# Microsphaera
Microsphaera är ett släkte av svampar. Microsphaera ingår i familjen Erysiphaceae, ordningen mjöldagg, klassen Leotiomycetes, divisionen sporsäcksvampar och riket svampar.
Arter enligt Catalogue of Life:
- Microsphaera trifolii
- Microsphaera divaricata
- Microsphaera berberidis
- Microsphaera grossulariae
- Microsphaera penicillata

## Bildgalleri

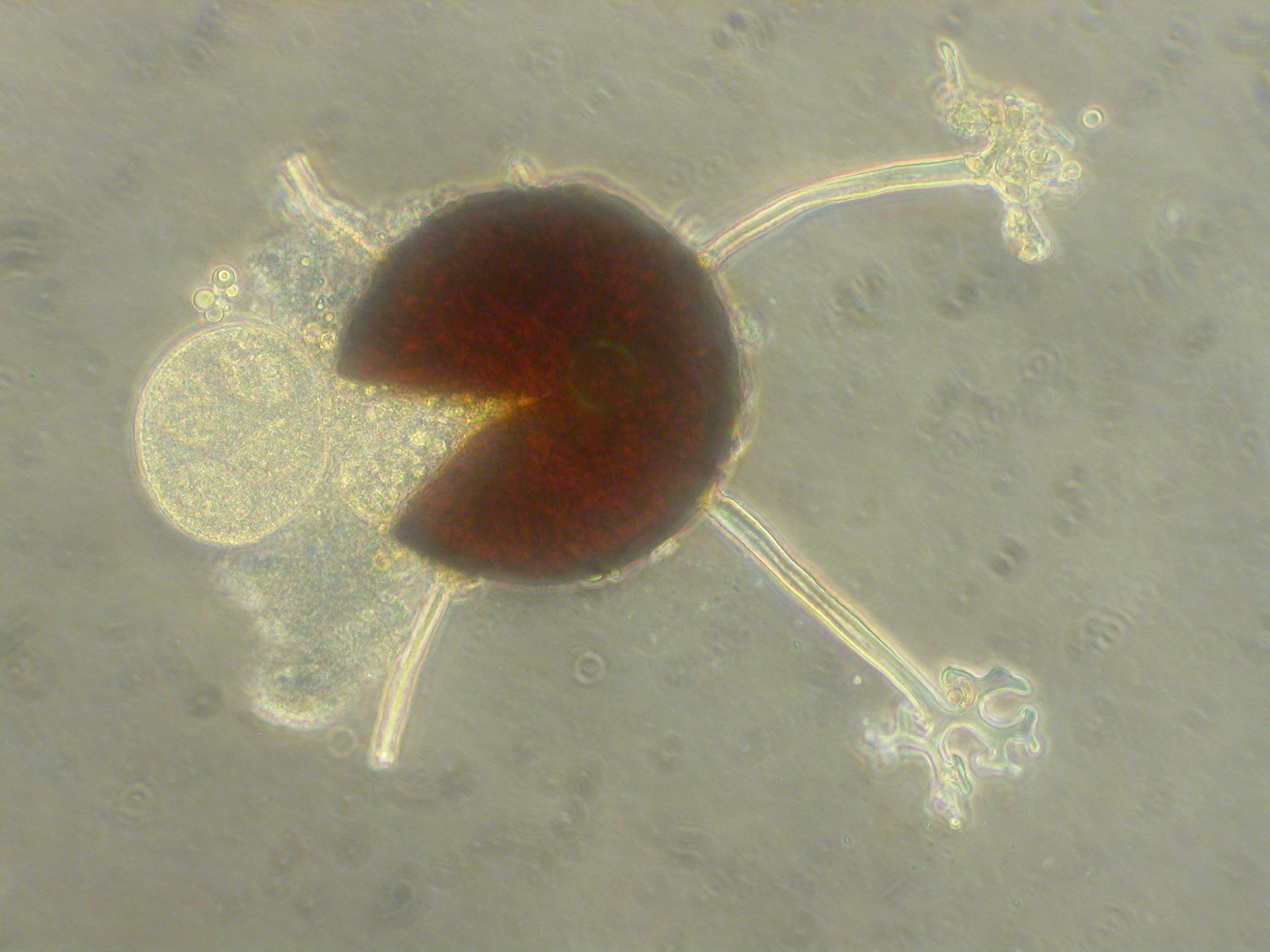